# Застава Јерменије
Застава Јерменије (јерм. Եռագույն; Јерахујн — „тробојка'”), или јерменска тробојка, представља државни симбол Републике Јерменије. Застава је правоугаоног облика, са односом висине према дужини од 1:2. Чине је три једнака хоризонтална поља, црвено у горњем делу, плаво у средини и наранџасто у доњем делу. Наранџасто поље се често описује и као поље боје кајсије која је један од националних симбола Јерменије.
Значење и распоред боја на застави има више објашњења. Најједноставније тумачење симболике боја је да црвена боја симболише крв свих оних који су дали свој живот за јерменску државу и нацију, плава боја означава небо и слободу, а наранџаста је симбол јерменске земље и јерменског радника.
Садашња варијанта заставе службено је усвојена на седници Врховног совјета Јерменије одржаној 24. августа 1990. године. Народна скупштина Републике Јерменије је 15. јуна 2006. усвојила нови закон о националној застави и државним обележјима.
Током историје постојало је више различитих варијација застава које су представљале јерменски народ и државе, почев од застава древних јерменских династија са симболима животиња (данас видљивим на националном грбу) па до разних варијанти застава из комунистичког периода.

## Симболика заставе
Значење и распоред боја на застави има више објашњења. Најједноставније тумачење симболике боја је да црвена боја симболише крв свих оних који су дали свој живот за јерменску државу и нацију, плава боја означава небо и слободу, а наранџаста је симбол јерменске земље и јерменског радника.
Службена симболика значења боја на државној застави објашњена је у Уставу Републике Јерменије:
Црвена боја је симбол целе Јерменске висоравни, симбол вечне борбе јерменског човека за опстанак, слободу, хришћанску веру и независност Јерменије. Плава боја симболизује јерменско небо и тежњу јерменског народа за животом у миру и слободи. Наранџаста боја представља таленат, вољу и жељу јерменског човека уложен у изградњу отаџбине.

## Дизајн заставе
Пошто законом о застави нису прецизно одређене нијансе боја, јерменска тробојка је доступна у две варијанте, а верзија са светлијим бојама је у знатно широј употреби од избледеле форме. У следећој табели приказани су кодови боја за обе варијанте заставе према РГБ систему:
|            | Светлија форма | Избледела форма |
| ---------- | -------------- | --------------- |
|            |                |                 |
| Црвена     | 255-0-0        | 216-28-63       |
| Плава      | 0-0-170        | 85-117-196      |
| Наранџаста | 255-153-0      | 239-107-0       |

У службеној употреби су следећи кодови за боје на јерменској застави:
| Модел | Црвена      | Плава      | Наранџаста |
| ----- | ----------- | ---------- | ---------- |
|       | 485         | 286        | 1235       |
|       | 0-100-100-0 | 100-75-0-0 | 0-35-100-0 |
|       | 217-0-18    | 0-51-160   | 242-168-0  |
|       | #D90012     | #0033A0    | #F2A800    |

## Заставе кроз историју
Савремена јерменска тробојка има мало, или нимало, сличности са симболима који су представљали овај народ у најранијим временима. У античка времена уместо застава обично су се користили ступови од дрвета на којима су били изрезбарени разни симболи који су представљали одређену владарску династију: змај, лав, орао или разни мистериозни божански симболи.
Прве заставе које представљају народ појављују се након усвајања хришћанства као службене религије и свака застава је поред симбола нације обично садржавала и симболе одређене владајуће династије. Заставе из ранијих периода обично су представљале владајуће династије. Једна од најстаријих је застава династије Арташесида на којој се налазе два орла који гледају један у другог, међусобно одвојена симболом цвета, а сама подлога је тканина тамноцрвене боје. Ова застава датира из античког периода јерменске историје, баш као и застава династије Аршакуна.

### 17—18. век
Британска источноиндијска компанија је 22. јуна 1688. закључила уговор са јерменским трговцима из Мадраса (данас Ченај, Индија) којим су исти добили право да плове под властитом заставом. Та поморска трговачка застава је била двобојка у варијанти црвено—жуто—црвено са „Јагњем Божијим” у централном делу.

### 19. век
Након што је јерменска држава подељена између Персијског и Османског царства, Јерменија није имала никакав симбол у виду заставе. Свештеник Јерменске источнокатоличке цркве Гевонд Алишан је израдио 1885. нову верзију националне заставе, а на захтев удружења јерменских студената у Паризу који су под тим обележјем присуствовали сахрани француског књижевника Виктора Игоа. По облику и распореду боја Алишанова застава је најсличнија данашњој застави иако је изгледом подсећала на заставу данашње Бугарске у обрнутом распореду боја. Горње поље је било црвене боје која симболише прву недељу Ускрса (или „црвену недељу”), централно боље је било зелене боје (симбол друге недеље Ускрса или „зелене недеље”), док је бело поље на дну постављено искључиво због визуелног ефекта и није имало никакво значење.
Током свог боравка у Француској Алишан је израдио још једну варијанту заставе коју данас користе јерменски националисти. Застава је направљена по угледу на француску тробојку и састојала се од три једнака вертикална поља црвене, зелене и плаве боје (слева надесно) које су симболизовале дугу коју је пророк Ноје угледао након што је његова арка пристала на планини Арарат након великог потопа.

### Закавкаска ДФР
Након Руско-персијског рата (1826—1828), персијски делови Јерменије улазе у састав Русије. Након пропасти царске Русије 1918. Јерменија је прогласила независност и ушла у састав Закавкаске Федерације заједно са Грузијом и Азербејџаном. Иако је ова федерација егзистирала мање од једне године и њени државни симболи никада нису заживели, историчари су доказали постојање њене заставе. Застава је била тробојка, слична данашњој немачкој застави, са златним пољем у горњем делу, црним у средини и црвеним у дну.
Ова федерација је распуштена већ 26. маја 1918. иступањем Грузије из савеза. Два дана касније на исти потез су се одлучиле и друге две чланице. Јерменија је формирала независну Демократску Републику.

### ДР Јерменија
Независна ДР Јерменија је усвојила модерну јерменску тробојку. Једина разлика између тадашње и модерне заставе је у пропорцијама. Застава из 1918. је била у пропорцијама 2:3 за разлику од савремене заставе која има пропорције 1:2. Боје на застави су преузете из симбола које је користила династија Рубенида, а једино је жуту заменила наранџаста боја због естетике. Идејним творцем ове заставе може се сматрати угледни јерменски филолог, лингвиста и лексикограф Степан Малхасјан (7. новембар 1857 — 21. јул 1947) који је и предложио распоред боја на застави и објаснио њихову симболику.

### Совјетска Јерменија
Бољшевици су 29. новембра 1920. основали Јерменску ССР, а републичка застава усвојена је на конгресу совјета одржаном 2. фебруара 1922. године. Међутим, та застава је била актуелна свега месец дана јер је већ у марту исте године формирана Закавкаска СФСР у истим границама као и некадашња Закавкаска ДФР. Федерална застава била је у духу социјализма, црвене боје са звездом у горњем левом углу у којој се налазио срп и чекић. Дуж звезде су били иницијали ЗСФСР као почетна слова имена федерације (рус. Закавказская Советская Федеративная Социалистическая Республика). ЗСФСР је расформирана 1936. и уместо ње су формиране три засебне Социјалистичке Републике, а једна од њих је била и Јерменска Социјалистичка Република.
Јерменска ССР као интегрални део Совјетског Савеза, добила је своју прву заставу 1936. године. Била је то црвена застава у пропорцијама 1:2 са златним српом и чекићем у горњем левом углу, испод којег је била скраћеница на јерменском језику ՀԽՍՀ (скраћеница за Јерменска ССР или Хајкакан хорхунтајин социјалистакан ханрапетујун) који је 1940. промењен на источнојерменски дијалекат и у форму ՀՍՍՌ. Нова застава је донесена 1952. године. Са те заставе су уклоњени иницијали да би се избегле разлике између два дијалекта и уместо њих је додата плава трака преко средине. Изнад златног српа и чекића у горњем левом углу додата је црвена звезда петокрака са златним порубом да би се разликовала од позадине. Ова застава је имала службену функцију све до 1991. године када је враћена застава ДРЈ из 1918. године.
Стара застава из 1918. по први пут се завијорила у Јеревану 1988. године, готово 70 година након што је забрањена. Садашња варијанта заставе службено је усвојена на седници врховног совјета Јерменије одржаној 24. августа 1990. године и означена је као службена застава Републике Јерменије.
- Фебруар—март 1922.
- 1937—1940.
- 1940—1952.

## Службена употреба
Према закону о националној застави из 2006. свака јавна институција у земљи на себи мора да има државну заставу. Уколико је у земљи проглашен дан жалости и у дане комеморација застава се спушта на пола копља, а на врху заставе се поставља црни флор једнак дужини заставе. Застава на јарболу мора бити одигнута од земље минимум 2,5 метра. Према закону скрнављење заставе кажњава се затвором.
Према закону дозвољено је свакодневно истицање националне заставе, а обавезно је током следећих празника:
- 1. и 2. јануар — Нова година
- 6. јануар — Божић
- 28. јануар — Дан војске
- 8. март — Дан жена
- 24. април — Дан сећања на жртве Геноцида над Јерменима
- 1. мај — Празник рада
- 9. мај — Дан победе и мира
- 28. мај — Дан Републике
- 5. јул — Дан уставности
- 21. септембар — Дан независности
- 31. децембар — Дочек Нове године

За дан националне заставе проглашен је 15. јун. На тај дан је 2006. донет закон о застави Јерменије и тај дан се празнује од 2010. године.

## Утицај
По угледу на заставу Јерменије фактички независна држава Нагорнокарабашка Република је 2. јуна 1992. усвојила властиту заставу. Распоред боја на застави је идентичан оном на јерменској тробојци. Једина разлика је у белој линији која у форми ћилима са пет степеника исеца троугао на крају заставе. Бели узорак, који чини трећину заставе, симболизује раздвојеност и самосталност Карабаха (или планинског Арцах) од матичне земље, али се може сматрати и као део слагалице која треба да се састави, односно представља тежњу јерменског становништва Карабаха ка уједињењу са матицом. Пропорције заставе су 1:2.
По узору на националну заставу израђена је и застава панјерменских спортских игара, спортског такмичења које се одржава сваке две године а на којем се такмиче припадници јерменске дијаспоре и Јермени из матице. Застава игара је светлоплаве боје, са 6 прстенова. Пет прстенова је спојено по узору на олимпијске прстенове и симболизује јерменску дијаспору са свих континената, а шести, наранџасти који симболизује Јермене повезује све њих у једну целину. Изнад прстенова је пламен у бојама јерменске заставе. И већина националних институција користи боје националне заставе као основу за своје амблеме.
Застава Јерменије је послужила као основа за заставу Мјасниковског рејона Ростовске области Руске Федерације. Овакав облик заставе вероватно је проистекао из етничког саства рејона чијих 60% популације је јерменског порекла. Једина разлика је бела вертикална линија у ширини једне петине ширине заставе која указује да је област саставни део Русије. Пропорције заставе су 2:3.
Јерменска национална застава се спомиње и у националној химни Мер хајреник, односно у другој и трећој строфи где се спомиње стварање заставе:
…За тебе брате, застава

Руку наших дело,

У бесаним ноћима исткана,

У сузама нашим опрана.

Погледај те три боје,

За нас симболи највреднији,

Нек заслепи све непријатеље,

Јерменија да нам вечно живи.